# 田中カレン
田中 カレン（たなか かれん、1961年4月7日 - ）は、日本の現代音楽作曲家。

## 略歴
東京都港区生まれ。幼少よりピアノと作曲をはじめ、作曲を湯山昭に師事。青山学院中等部・高等部を経て、青山学院大学文学部フランス文学科を中退後、桐朋学園大学に進学し作曲を三善晃、ピアノを雨田信子に師事。大学在学中、第52回、第53回日本音楽コンクール、1984年ヴィオッティ国際作曲コンクール、1985年トリエステ国際交響楽作曲コンクール入賞、 日本交響楽振興財団第8回作曲賞入選、日仏現代音楽作曲コンクール第１位。1986年、フランス政府給費留学生としてパリに留学、IRCAM（フランス国立音響音楽研究所）研究員となる。作曲をトリスタン・ミュライユに師事。1987年ガウデアムス国際音楽週間にてガウデアムス作曲賞第１位。1988年村松賞受賞。1990 - 91年、文化庁海外派遣研修員、ナディア・ブーランジェ奨学生としてフィレンツェで研修、作曲をルチアーノ・ベリオに師事。1995年佐治敬三奨励賞受賞。1996年タングルウッド夏期講習にてマーガレット・リー・クロフト・フェロー。1998年八ヶ岳音楽祭の音楽監督。2000年 ISCMルクセンブルク大会審査員。2005年別宮賞受賞。これまでにISCM（国際現代音楽協会）音楽祭入選9回。
エレクトロニクスを用いた透明感と色彩感のある作風で注目を集め、作品は世界各国で演奏されている。BBC交響楽団、NHK交響楽団、英国アーツ・カウンシル、カナダ・カウンシル、米国芸術基金 (NEA)、ラジオ・フランス、英国王立音楽院、ジュリアード音楽院をはじめ、国内外の主要オーケストラ、音楽財団、音楽祭等からの委嘱も多く、ネザーランド・ダンス・シアター等、海外のダンス・カンパニーも頻繁に作品を取り上げている。
教育作品にも力を入れ、「星のどうぶつたち」「光のこどもたち 」「地球」のCDはピアニスト仲道郁代の演奏で、「愛は風にのって」のCDはピアニスト仲道祐子の演奏で幅広く親しまれている。
カリフォルニアやニューヨークのプロダクションによる、映画やアニメーションの音楽も作曲。2012年、サンダンス・インスティテュート映画音楽プログラムのフェローに選ばれ、2016年にはBBCのTVシリーズ「Planet Earth II」(プラネットアースII)のオーケストレーションを担当。2020年には音楽を担当した短編アニメーション「Sister」が第92回アカデミー賞短編アニメーション部門にノミネートされた。
主な作品はロンドンのChester Music (Wise Music Group)、ニューヨークのSchott Music (PSNY)、スイスのEditions Bim、イギリスのABRSM、ピアノ作品はカワイ出版、音楽之友社より出版されている。ミシガン大学、カリフォルニア大学の客員教授を経て、現在はカルアーツ（カリフォルニア芸術大学）音楽学部作曲科教授。ロサンゼルス在住。

## 主要作品

### オーケストラ
- Anamorphose：アナモルフォーズ（1986年）
- Departure：デパーチャー（1999-2000年）
- Echo Canyon：エコー・キャニオン（1995年）
- Guardian Angel：ガーディアン・エンジェル（2000年）
- Hommage en cristal：オマージュ・アン・クリスタル（1991年）
- Initium：イニシウム（1992-93年）
- Lost Sanctuary：失われた聖地（2002年）
- Prismes：プリズム（1984年）
- Rose Absolute：ローズ・アブソリュート（2002年）
- Urban Prayer：アーバン・プレイヤー（2003-04年）
- Water of Life：ウォーター・オブ・ライフ（2012-13年）
- Wave Mechanics：ウェーヴ・メカニクス（1994年）

### 室内楽曲
- Always in my heart：オールウェイズ・イン・マイ・ハート（1999年、クラリネットとピアノ）
- At the grave of Beethoven：ベートーヴェンに捧ぐ（1999年、弦楽四重奏）
- Dreamscape：ドリーム・スケープ（2001年、7人の奏者）
- Enchanted Forest：魔法にかけられた森（2013年、ホルンとピアノ）
- Frozen Horizon：フローズン・ホライゾン（1998年、7人の奏者とエレクトロニクス）
- Holland Park Avenue Study：ホーランド・パーク・アベニュー・スタディ（2002年、5人の奏者）
- Invisible Curve：インヴィジブル・カーヴ（1996年、5人の奏者）
- Metal Strings：メタル・ストリングス（1996年、弦楽四重奏）
- Ocean：オーシャン（2003年、ヴァイオリンとピアノ）
- Polarization：ポラリゼーション（1994年、2人の打楽器奏者）
- Quatuor ：四重奏曲（1985年、ソプラノ、ヴァイオリン、ヴィオラ、チェロ）
- Shibuya Tokyo：渋谷 東京（2009年、2台のヴァイオリン）
- Silent Ocean：サイレント・オーシャン（2005年、トランペットとピアノ）
- Water and Stone：ウォーター・アンド・ストーン（1999年、8人の奏者）
- Wind Whisperer：ウィンド・ウィスパラー（2019年、フルート、ヴィオラ、ハープ）

### ピアノ・チェンバロ
- Blue Crystal”：ブルー・クリスタル（2014年、ピアノ）
- Bonbon：ボンボン（1990年、子供のためのピアノ曲）
- Children of Light：光のこどもたち（1998-99年、子供のためのピアノ曲集）
- Crystalline：クリスタリーヌ（1988年、ピアノ）
- Crystalline II：クリスタリーヌ II（1995-96年、ピアノ）
- Crystalline III：クリスタリーヌ III（2000年、ピアノ）
- Herb Garden：ハーブ・ガーデン（2005年、ピアノ連弾曲集）
- Hot Cake：ホットケーキ（1994年、子供のためのピアノ曲）
- Huckleberry：ハックルベリー（1989年、子供のためのピアノ曲）
- Jardin des herbes：香草の庭（1989年、1995年改訂、チェンバロ）
- Lavender：ラヴェンダー（1989年、チェンバロ）
- Lavender Field：ラヴェンダー・フィールド（2000年、ピアノ）
- Leaping Rabbit：ウサギのジャンプ（1987年、子供のためのピアノ曲）
- Love in the Wind：愛は風にのって（2017年、子供のためのピアノ曲集）
- Lullaby for Wilbur：ウィルバーの子守歌（1988年、子供のためのピアノ曲）
- Northern Light：オーロラ（2002年、ピアノ）
- Masquerade：仮面舞踏会（2013年、ピアノ）
- Our Planet Earth：地球（2010-11年、子供のためのピアノ曲集）
- Paris：パリ（1991年、子供のためのピアノ曲）
- Solid Crossing：ソリッド・クロッシング（1986年、2台ピアノ）
- Techno Etudes：テクノ・エチュード（2000年、ピアノ）
- Water Dance：ウォーター・ダンス（2008年、ピアノ）
- Who Stole the Tarts? ：タルトをぬすんだのはだれ？（2016年、ピアノ）
- The Zoo in the Sky：星のどうぶつたち（1994-95年、子供のためのピアノ曲集）

### 独奏曲
- Lilas：リラ（1988年、チェロ）
- Metallic Crystal：メタリック・クリスタル（1994-95年、金属打楽器とエレクトロニクス）
- Monodrama ：モノドラマ（1988年、フルート）
- Night Bird：ナイト・バード（1996年、アルト・サクソフォンとエレクトロニクス）
- The Song of Songs：ソロモンの雅歌（1996年、チェロとエレクトロニクス）
- Tales of Trees：木の物語（2003年、マリンバ）
- Wave Mechanics II：ウェーブ・メカニクス II（1994年、ヴァイオリンとエレクトロニクス）

### エレクトロニック・コンピューター音楽
- Celestial Harmonics：セレスティアル・ハーモニクス（1997年）
- Inuit Voices：イヌイ・ヴォイセス（1997年）
- Questions of Nature：クエスチョンズ・オブ・ネイチャー（1998年）

### 合唱曲
- あなたの笑顔を心の中に （2011年）
- The Ashes of the Lord：ザ・アッシス・オブ・ザ・ロード（2009年）
- Footprints：フットプリント（2008年）
- God is Love as Love is God：ゴッド・イズ・ラヴ・アズ・ラヴ・イズ・ゴッド（2009年）
- God Loves Us All：ゴッド・ラヴス・アス・オール（2009年）
- In the Beginning：イン・ザ・ビギニング（2009年）
- My Soul Magifies the Lord：マイ・ソウル・マグニファイ・ザ・ロード（2009年）
- Rise Up Hallelu：ライズ・アップ・ハレル（2009年）
- Sleep Deeply ：スリープ・ディープリー（2018年）
- Sleep My Child：スリープ・マイ・チャイルド（2012年）
- Wait for the Lord：ウェイト・フォー・ザ・ロード（2009年）

### サウンド デザイン
- Opening Bell：第一生命ホール開演ベル（2000年）
- Viva Suntory!：サントリーホール　パイプ・オルゴール（2010年）

## ディスコグラフィー
- 愛は風にのって：Octavia Records - TRITON OVCT-00175
- 地球：Sony - SICC 1575
- 星のどうぶつたち：BMG - BVCC 1094
- 光のこどもたち：BMG - BVCC 37200
- クリスタリーヌ (ピアノ作品集)：2L - 074 SACD
- テクノ・エチュード：BVHAAST - 1000
- ソロモンの雅歌：New Albion Records - NA 120
- ソロモンの雅歌：Albany Records - TROY 726
- ソロモンの雅歌：trptk - TTK0011
- サイレント・オーシャン：CRYSTON OVCC - 00040
- ウェーヴ・メカニクス：ドイツ・グラモフォン - POCG 1860
- ウェーヴ・メカニクス II：Albany Records - TROY 1305
- ベートーヴェンに捧ぐ：Vanguard Classics - 99212
- フローズン・ホライゾン：New World Records - 80683
- ウォーター・アンド・ストーン：New World Records - 80683
- インヴィジブル・カーヴ：New World Records - 80683
- ナイト・バード：BIS - CD890
- ナイト・バード：First Hand Records - FHR13
- ウォーター・ダンス：2L - 074 SACD
- ウォーター・ダンス：Nami Records - WWCC 7708
- メタリック・クリスタル：Mode 189-192
- クリスタリーヌ：EVE 0104
- クリスタリーヌ II：CRI - CD855
- ラヴェンダー・フィールド：MET - CD 1053
- オーロラ：USK - 1227 CDD
- イニシウム：カメラータ - 32CM319
- プリズム：BIS - CD490